# Учительский институт славянских стипендиатов
Учительский институт славянских стипендиатов — высшее учебное заведение Российской империи.
Для проведения реформы среднего образования, начавшейся в 1864 году, требовалось значительное количество педагогов-классиков, поскольку в образовательной системе Российской империи был взят курс на возрождение школьного классицизма. Из существовавших к 1864 году 80 сразу были преобразованы в классические гимназии с двумя древними языками (латинским и греческим) 15 гимназий; 5 — в реальные; подавляющая же часть — 60 гимназий — временно превращалась в гимназии классические с одним латинским языком, с постепенным введением в них греческого языка.
Священник российской посольской церкви в Вене М. Ф. Раевский, находясь в конце 1865 года в Санкт-Петербурге, сообщил министру народного просвещения Головнину, что некоторые австрийские славяне с дипломами учителей древних языков Венского и Пражского университетов выразили готовность взяться за обучение российского юношества. Головнин распорядился «в виде опыта» допустить австрийских славян и чехов в российские гимназии, предложив им более выгодные условия службы по сравнению с тем, на что они могли рассчитывать в Австрии. Раевский рекомендовал 5 человек, которые были причислены к педагогическим курсам при историко-филологических факультетах университетов для усовершенствования в русском языке. Учителей вербовали негласно, чтобы не привлекать внимания австрийских властей. Они получали стипендию с обязательством за каждый год получения стипендии прослужить два года учителем древних языков. Осенью 1868 года, после сдачи экзамена по русскому языку, Э. В. Черный и Ю. Ю. Ходобай были направлены в Московские гимназии, В. Стовик и И. Тихий — в Харьковские гимназии, а К. Турянский — в Виленскую гимназию.
Вскоре после подавления польского восстания 1863—1864 гг., при посредничестве того же Раевского и содействии слависта В. И. Ламанского начался набор учителей всех специальностей из числа не зараженных польскими воззрениями заграничных славян для школ Царства Польского, причём славяне-католики получали отказ. Первые 19 дипломированных специалистов-славян в 1866 году положили начало Учительскому институту славянских стипендиатов. В число первых стипендиатов наравне с филологами и историками, готовившимися стать учителями, были приняты и юристы, которые готовились для гражданской службы в Царстве Польском. Стипендиаты были причислены к Петербургскому или Московскому университету на срок от одного до двух лет, в течение которого они усиленно занимались русским языком и в качестве вольнослушателей посещали лекции по кафедрам русского языка и словесности, русской истории, истории русского права и славянской филологии.
В августе 1867 года первые семь стипендиатов выдержали учительские испытания, но оказалось, что в Варшавском учебном округе нашлись вакансии только для трёх выпускников. Новый министр просвещения граф Дмитрий Андреевич Толстой решил изменить назначение и состав Института. Он был сориентирован на подготовку только учителей древних языков для гимназий всей империи. В институт принимались молодые люди, которые с отличием, в особенности по обоим древним языкам, окончили полный гимназический курс и затем по меньшей мере 3 года изучали классическую филологию в Венском или Пражском университетах; кроме того, требовалась личная рекомендация одного из профессоров. Ежегодный прием в Учительский институт славянских стипендиатов колебался от 17 до 20 человек. Кандидаты проходили письменные испытания, за которыми наблюдал Раевский. На испытании требовалось составить curriclum vitae на латинском языке и перевести на русский или немецкий язык по одной главе латинского и греческого автора.
Австрийский министр культа и просвещения К. Штремайр в беседах с графом Толстым часто сокрушался, что Россия отбирает у него наилучших учителей древних языков и сожалел, что тогдашние австрийские законы не давали ему возможности воспрепятствовать этому.
Занятия проходили в Санкт-Петербурге; стипендиаты слушали лекции в университете и в созданном в 1867 году, Историко-филологическом институте. Наставником стипендиатов был назначен профессор Историко-филологического института А. Д. Вейсман. Под его руководством они занимались три раза в неделю чтением и переводом на русский язык древних авторов; специальные занятия по русскому языку вел В. И. Срезневский. Кроме того они занимались с председателем Учёного комитета Министерства народного просвещения А. И. Георгиевским.
Выпускные экзамены проводились на историко-филологическом факультете Санкт-Петербургского университета; стипедианты сдавали оба древних языка в объеме университетского курса, русский язык, русскую словесность, русскую историю и географию в объеме гимназического курса.
За 15 лет своего существования, с 1866 по 1880 годы, институт выпустил 175 преподавателей для российских гимназий. Некоторые из них дослужились до звания инспекторов и директоров гимназий и прогимназий, а А. В. Добиаш стал профессором Историко-филологического института в Нежине.